# Tabar (isola)
Tabar (nota anche come Grande Tabar) è un'isola di Papua Nuova Guinea.

## Geografia
L'isola di Tabar è la più grande isola dell'arcipelago omonimo, situata a circa 25 km a nord dalle coste centrali dell'isola della Nuova Irlanda, nell'Arcipelago delle Bismarck. Lunga 20 km e larga tra i 2 e i 9 km, è separata a nord da uno stretto canale largo meno di 1 km dall'isola di Tatau. Il territorio, che culmina con un'elevazione di 622 m nel Monte Beirari, è ricoperto da foresta tropicale di latifoglie. Il clima è tropicale umido.